# Pero Anes do Canto

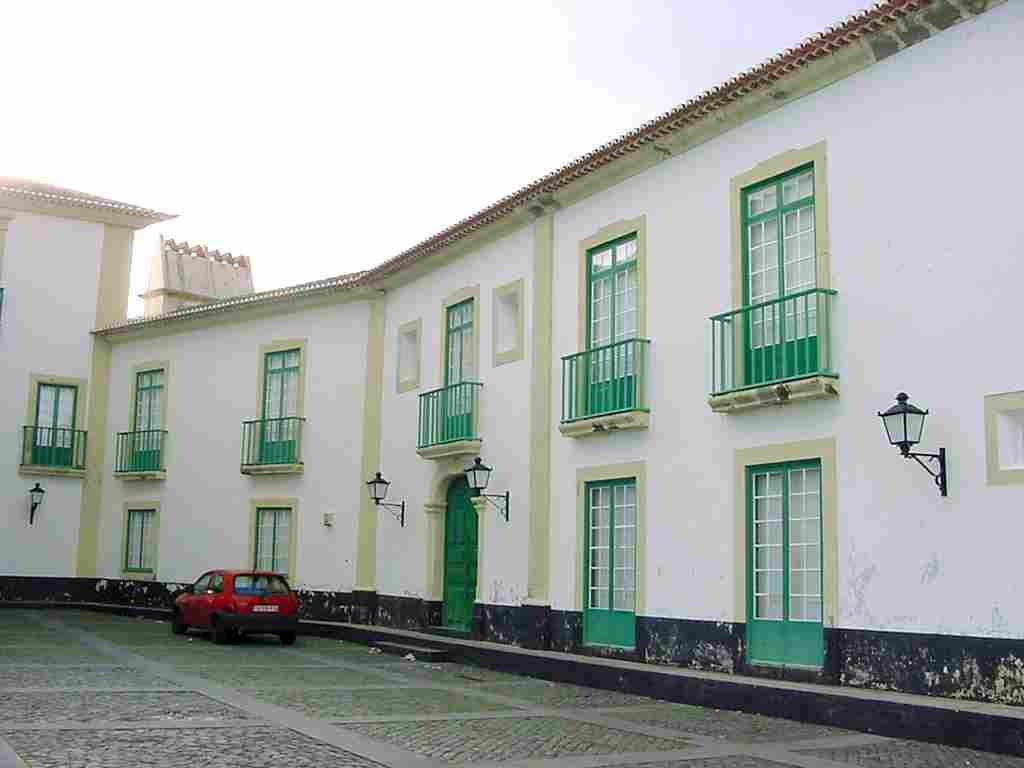
Solar dos Remédios (Angra do Heroísmo), residência de Pero Anes do Canto e sede da Provedoria das Armadas.

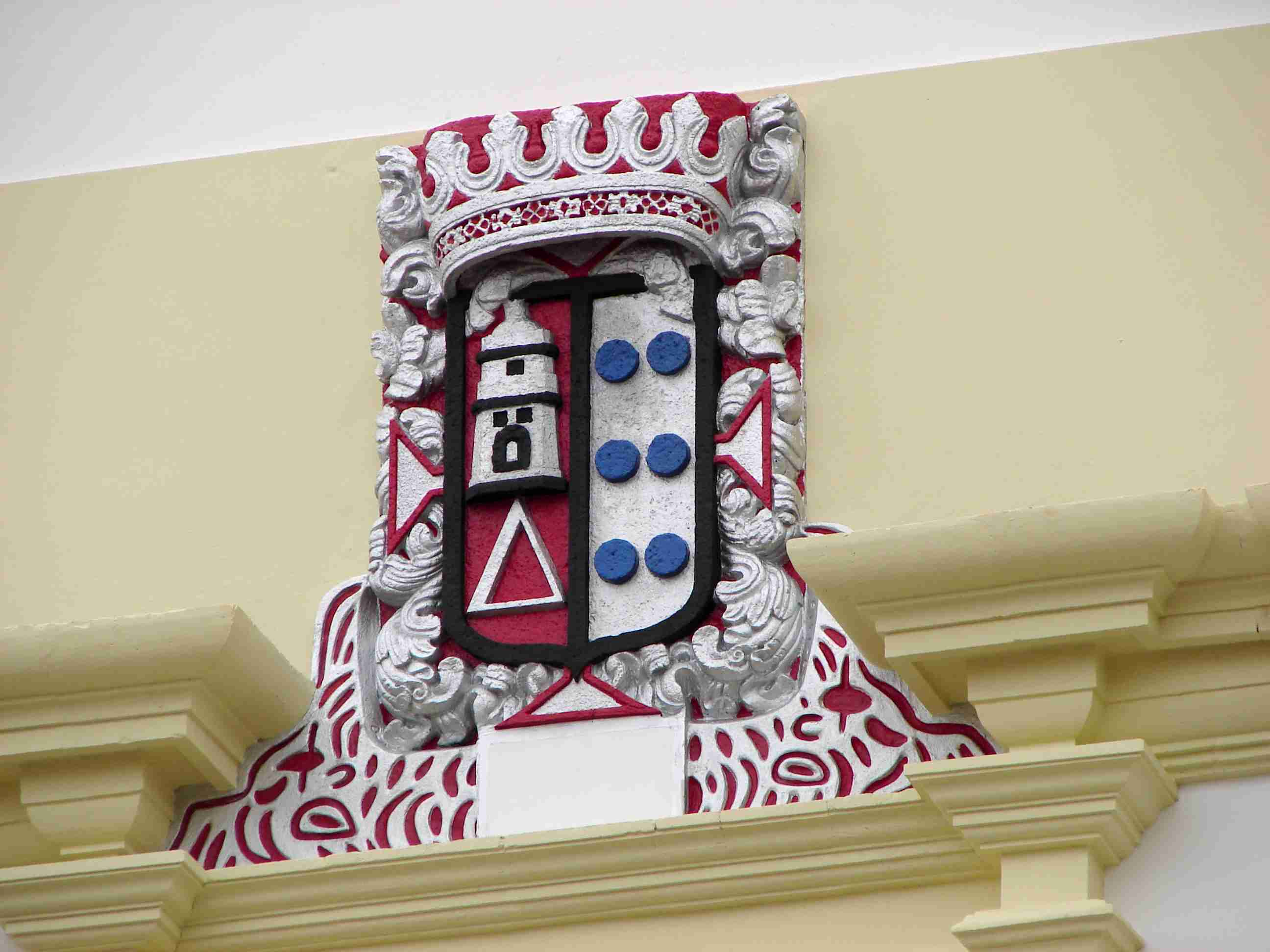
Brasão da família Canto e Castro, na fachada do Solar dos Remédios.

Pero Anes do Canto (Guimarães, c. 1472 — Angra, 18 de agosto de 1556), por vezes Pedro Anes do Canto, foi um dos integrantes da segunda vaga de povoadores da ilha Terceira, chegados à ilha na primeira década do século XVI. Em recompensa da sua participação na defesa das praças de Arzila e Azamor no litoral marroquino, foi distinguido com o título de moço-fidalgo da Casa Real e com a mercê da Provedoria das Armadas e Naus da Índia em todas as ilhas dos Açores, para si e seus descendentes. No final da sua vida era o mais poderoso fidalgo de todas as ilhas dos Açores, tanto pela sua dignidade e valia, como pela sua riqueza. Esta última, constituída por inúmeras terras e chãos, rurais e urbanos, casas, meios de produção e armazenamento, cabeças de gado, foros e rendas, escravos e utensílios agrícolas, estava distribuída pelas ilhas Terceira, São Jorge, Faial e Pico.

## Biografia
Nasceu na então vila de Guimarães em 1472/1473, filho de Francisca da Silva e de seu marido João Anes do Canto, que uma escritura de compra datada de 1506 em que Pero Anes do Canto se faz representar pelo pai, identifica como «mercador da dita vila de Guimarães».
Viveu alguns anos na Corte, onde obteve os lugares de escrivão do Mestrado da Ordem de Cristo e de escrivão do bispo do Funchal, ao tempo D. Diogo Pinheiro. Eram cargos que lhe rendiam 100$000 réis por ano, que alguns anos depois, ao decidir ir para a ilha da Madeira, entregou a seu irmão António Anes do Canto que com ele vivia desde os 9 anos de idade, e que mais tarde seria arcipreste em Guimarães.
Fixou-se na ilha da Madeira em fins do século XV ou princípios do século XVI, acompanhando Vasco Afonso, seu parente, vigário de Machico e visitador das ilhas dos Açores, do qual se tornou herdeiro universal. Esta herança constitui o núcleo inicial de bens que utilizaria para investir após em 1505 se transferir para a ilha Terceira e que está na origem da imensa fortuna que viria a acumular. 
Chegado à Terceira, numa fase em que se estavam a instalar na ilha os integrantes da segunda vaga de povoadores e em que ainda havia vastos terrenos disponíveis. Também sabemos, por documentos coevos, que chegou aos Açores no exercício do cargo de escrivão do Mestrado de Cristo e do visitador Vasco Afonso. Por estes tempos, Pero Anes mantinha uma relação de proximidade com D. Diogo Pinheiro, vigário do Mestrado de Cristo e conselheiro do rei D. Manuel I, de quem era dado por «escudeiro» e «criado».
Pessoa de apurado tino para os negócios, investiu seus cabedais no mercado imobiliário. Prevendo um rápido crescimento da vila de Angra adquiriu, a preço irrisório, as terras que se estendiam para os lados da Boa Nova (a oeste da vila) e do Corpo Santo (a leste), que lhe vieram a trazer rendimentos anuais equivalentes ao capital investido. Posteriormente, também a baixo preço, adquiriu o lugar do Porto da Cruz dos Biscoitos, no lado oposto da ilha, terras imprestáveis para o cultivo de cereais, onde iniciou o cultivo de vinhedos e pomares. Aí estabeleceu a sua quinta, fazendo erigir uma ermida sob a invocação de Nossa Senhora do Loreto, e uma ampla residência a que chamava O Galeão. Acrescentou-lhe ainda extensas zonas lavradias, nas margens da ribeira da Lapa (Altares) que lhe asseguraram grossos rendimentos.
Em 1509 já tinha cabedais suficientes para armar às suas expensas um navio com gente de guerra (outros cronistas apontam para uma participação mais modesta, com apenas cinco homens e três cavalos) que partiu da Terceira para o Norte de África em socorro da praça-forte de Arzila. Aquela praça estava então sob assédio, cercada pelo rei de Fez e com a praia sob a mira de muitas bombardas. Apesar disso, e com grande perigo, desembarcou a sua gente e foi dos primeiros a socorrer a quela praça com um navio armado. Esteve em Arzila entre 1 de dezembro de 1509 e 15 de maio de 1510. O cronista terceirense Francisco Ferreira Drummond regista que:
«Foi Pedro Anes do Canto, o primeiro do nome, em socorro da praça de Arzila, então cercada por El-Rei de Fez, levando um navio carregado de gente paga à sua custa, com a qual saltou em terra, a grande risco, pelo muito fogo que lhe fizeram os mouros para lhe impedirem o desembarque. Então D. Vasco, capitão da praça, lhe encarregou o baluarte chamado o Tombelalão, de que já os mouros estavam senhores. Pedro Anes o rendeu e sustentou até os inimigos se retirarem, oito dias depois; por esta causa lhe acrescentou El-Rei D. João III ao antigo escudo de armas um baluarte, por alvará de 20 de junho de 1539. — Consta isto de uma justificação de serviços que eu vi, e deve existir em poder de seus descendentes.»
Por esta participação nas conquistas norte africanas, a partir de 1510 deixa de ser designado como «escudeiro» e passa ser reconhecido como «cavaleiro fidalgo da Casa Régia». Tendo enriquecido com a aquisição de terras e ganho prestígio com a sua participação na defesa de Arzila, rapidamente se integrou na melhor sociedade da ilha Terceira. Testemunho dessa integração e ascensão social é ter casado em 8 de setembro de 1510 com Joana de Abarca, filha de Margarida Álvares Merens e Pero de Abarca, sobrinha de Maria de Abarca ou Corte Real, mulher de João Vaz Corte Real, o capitão do donatário em Angra. Devido ao falecimento da esposa, este casamento duraria apenas 14 meses e dele nasceria António Pires do Canto, que viria a ser o 2.º provedor das armadas nos Açores. 
Voltou a repetir a estada no Norte de África, mais propriamente Azamor, no ano de 1513. A partir de então começa a aproximar-se da Casa Rela e a depender menos do bispo D. Diogo Pinheiro, que até então o tinha protegido, incluindo por intercessão a favor de Pero Anes junto do Desembargo. Esta aproximação à casa régia garante uma visível promoção social e a partir do referido ano de 1513, obtém um conjunto considerável de mercês: da concessão de sesmarias, da isenção do dízimo, de acrescentamento de brasão de armas, de coutada de matos e caça, do hábito de Cristo, de prorrogação dos tempos de exploração das terras, entre outras. O brasão de armas ficou de vermelho, com um baluarte de prata, lavrado de negro, com quatro bombardas de sua cor entre as ameias, e sustido por uma ponta de prata; timbre: o canto do escudo rematado por um pombo branco.
Tais mercês, muitas a pedido do próprio, consolidaram o inequívoco processo de afirmação na ilha como uma das figuras mais poderosas do seu tempo. Testemunho da sua proximidade em relação à casa real é o seu segundo casamento: consorciou-se no ano de 1517 com Violante da Silva, filha de Duarte Galvão, cronista-mor do reino, e sua segunda mulher, Catarina de Meneses e Vasconcelos. Este segundo casamento seria também efémero, já que a esposa faleceria 23 meses depois, nascendo dele João da Silva do Canto e, provavelmente, Catarina do Canto, falecida de tenra idade.
Esta rápida ascensão social não deixou de encontrar múltiplos obstáculos, principalmente protagonizados pelos parentes da primeira esposa, então liderados por Vasco Anes Corte-Real e, num determinado tempo, pelo próprio capitão do donatário de Angra e da ilha de São Jorge. Tais oposições não constituíram verdadeiro entrave à integração e promoção deste novo homem das ilhas.
O seu enriquecimento acelerou quando o porto dos Biscoitos, onde tinha as suas terras, vinhedos e pomares, foi demandado por algumas naus da Carreira da Índia, as quais Pedro Anes graciosamente fez reabastecer de carnes, aves e frutos, o mesmo se repetindo nos anos seguintes. Por esses serviços, foi distinguido pelo soberano com o título de moço-fidalgo da Casa Real e, por carta régia de 27 de julho de 1532, foi-lhe feita a rendosa mercê da Provedoria das Armadas e Naus da Índia em todas as ilhas dos Açores, não apenas para si, mas para os seus filhos e descendentes, tendo sido o primeiro com este cargo.
No cargo de provedor das armadas, Pero Anes do Canto enfrentou muitas das dificuldades inerentes à falta de recursos da Coroa no arquipélago, à carência de cereais e carne para o aprovisionamento, à míngua de homens e meios logísticos para a defesa das embarcações e dos portos, e aos próprios conflitos sociopolíticos das ilhas. Nestas funções, mas também nas daquele que servia de veículo privilegiado de informação, a possível, entre a Coroa e o arquipélago, não deixou Pero Anes do Canto o serviço régio que, iniciado em 1509, constituiu uma verdadeira rampa da respetiva promoção social, afirmando-se como um dos grandes do arquipélago.
Em 1546 era tido pelo mais poderoso fidalgo de todas as ilhas dos Açores, tanto pela sua dignidade e valia, como pela sua riqueza. Esta última, constituída por inúmeras terras e chãos, rurais e urbanos, casas, meios de produção e armazenamento, cabeças de gado, foros e rendas, escravos e utensílios agrícolas, estava distribuída pelas ilhas Terceira, São Jorge, Faial e Pico. Pese embora a sua enorme fortuna, a principal fonte de prestígio era o exercício da função de proteção e abastecimento das naus que chegavam à ilhas, provenientes do vasto império português.
Fez cinco disposições testamentárias, que foram aprovadas, a 1.ª e 2.ª respetivamente, em 18 de abril de 1504, e 1 de junho de 1543 na nota do tabelião Diogo Leitão, da cidade de Lisboa, e as restantes, em 23 de abril de 1547, 15 de maio de 1549 e 3 de outubro de 1553 na nota de João de Cêa, da cidade de Angra do Heroísmo.
Nestas disposições instituiu três morgadios cujos primeiros administradores foram os filhos legítimos e um filho natural, Francisco do Canto. Para além destes filhos, conhece-se ainda a existência de outro filho natural, Manuel do Canto, falecido na Índia e com herdeiro. A esses morgados vinculou os seguintes bens que possuía na Terceira:
- ao primeiro, as casas do Corpo Santo, São Pedro dos Biscoitos e Ribeira da Lapa, bem como as respetivas quintas e foros, e a Capela de Nossa Senhora de Nazaré, que mandou edificar na dita Quinta de São Pedro dos Biscoitos.
- ao segundo, as Casas das Lajes, Agualva, Porto Martins e "dadas" do Monte Brasil, com as respetivas quintas e foros.
- ao terceiro, as quintas situadas nas Três, Cinco e Seis Ribeiras de Santa Bárbara, as quais rendiam anualmente 60 moios de trigo (3600 alqueires), e que haviam sido, em parte, adquiridas com o dinheiro que o instituidor herdou do dito seu parente Vasco Afonso.

Os bens que assim vinculou nasceram de um longo, sistemático e organizado processo de construção patrimonial, iniciado em dezembro de 1505, data do primeiro documento que o regista na ilha Terceira. Os morgadios foram instituídos com certas e determinadas obrigações, designadamente com a de usarem os respetivos administradores, os seus filhos: António, João e Francisco, o apelido Canto, que o instituidor declarou pertencer-lhe por seus pais e avós. Aos bens iniciais foram depois acrescidos de outros, e nomeadamente dos seguintes:
- ao primeiro, da Casa e Capela de Nossa Senhora dos Remédios;
- ao segundo, de umas casas nobres, na freguesia dos Biscoitos, e de uma capela sob a invocação de Nossa Senhora do Loreto;
- ao terceiro, de umas casas nobres e Capela de Nossa Senhora da Natividade, na cidade de Angra.

Em uma das referidas disposições declarou o testador ter feito em Lisboa, no ano de 1544, na nota então a cargo de Diogo Leitão, uma escritura pela qual cedeu em favor de seu irmão António as suas legítimas paterna e materna, com a obrigação de uma capela de missas, em Guimarães, por alma de seus pais, e de serem administradores dessa capela o mesmo seu irmão e a sua geração.
Faleceu em 1556, tendo determinado no testamento de 1543, que o seu corpo fosse sepultado na sua Capela de Nossa Senhora da Nazaré, da Quinta de São Pedro, ou na Capela de São Pedro da Igreja de São Salvador (Angra do Heroísmo) (hoje Sé Catedral de Angra), caso viesse a falecer naquela cidade, e mais determinou que os seus herdeiros lhe pusessem sobre a sepultura uma memória da sua vida. O texto da dita memória era conhecido a partir de uma transcrição do seu testamento e fora publicado por Gervásio Lima, mas a versão publicada é substancialmente diferente daquela que consta do tampo da sepultura. Aquela sepultura só foi encontrada em 1983, aquando das grandes obras que se realizaram na Sé de Angra na sequência do terramoto de 1980. A sepultura foi encontrada soterrada na capela que Pero Anes do Canto fundara, em excelente estado de conservação, e nela pode ler-se:
Sepultura de Pedro Annes do Canto, fidalgo da Casa Real d'el rei de Portugal D. João III, que foi o primeiro homem que foi socorrer com uma nau cheia de gente a sua custa a villa de Arzila no segundo cerco na era de 1509 estando cercado del rei de Fez de mar a mar e foi na tomada de Azamor e das villas de Anfunit e Benegisna, província d'Axanae, no aportulhar dos muros da vila de Almedina, provincia de Duquella, e no aportulhar dos muros da vila de Tendenor, província de Xativa, e capitão-mor seis vezes das armadas do dito rei em guarda das naus da India contra franceses
O texto, na sua versão conforme a inscrição na sepultura, foi publicado pela primeira vez em 1996.

## Dados genealógicos
Pero Anes do Canto foi filho de João Anes do Canto e de sua mulher Francisca da Silva, neto paterno de Vasco Fernandes do Canto e de sua mulher e bisneto de João Fernandes de Souto Maior e de sua mulher Maria do Canto.
Diz a tradição que a família descenderia de John of Kent, um nobre inglês que acompanhou como condestável o Príncipe Negro, Eduardo, príncipe de Gales à Espanha em apoio a Pedro I de Portugal, passando posteriormente a Portugal e fixando-se em Guimarães no reinado de João I de Portugal. O apelido «Canto» seria um aportuguesamento de «Caint», uma versão antiga de «Kent». O referido condestável, reconhecido pela actuação no âmbito das guerras de Castela entre D. Pedro I e Henrique de Trastâmara, figura nas crónicas como Sir John Chandos (ou Mosén John Chandós), logo teria sido «Chandos» a dar origem a «Cantos», não sendo conhecido qualquer indício irrefutável que o ligue a João Anes do Canto e, por isso mesmo, a Pero Anes do Canto. O próprio apelido Canto, de acordo com Cristóvão Alão de Morais, teria tomado como referência o canto da Rua Nova do Muro de Guimarães, local onde o primeiro Canto, João Anes, vivia. O nome Canto é relativamente frequente em famílias sefarditas dispersas por vários países europeus e do Médio Oriente.
Teria, inquestionavelmente, quatro irmãos: Francisco Anes do Canto, que morreu em Roma; António Anes do Canto, escrivão do Mestrado de Cristo e depois arcipreste da Colegiada de Nossa Senhora da Oliveira de Guimarães; Isabel do Canto, casada com o meirinho da correição de Entre Douro e Minho; e Fernão Anes do Canto, também mercador, em 1509 morador em Manhufe, terra de Santa Cruz de Riba Tâmega. A estes acrescem outros dois: Álvaro Anes do Canto, cónego; e F... do Canto, pai de Brás Pires do Canto, juiz ordinário na Câmara de Angra em vários anos, escrivão do eclesiástico e fundador do Convento de São Gonçalo de Angra, de que foi o primeiro padroeiro.
Foi casado duas vezes:
- a primeira, em 8 de setembro de 1510, em Angra, com Joana Abarca, filha de Pedro Abarca, irmão de Maria Abarca, esposa do capitão do donatário João Vaz Corte Real;
- a segunda com Violante Galvão da Silva, filha de Duarte Galvão, secretário de João II de Portugal, embaixador a Roma ao papa Alexandre VI, bem como a Maximiliano I, imperador do Sacro Império Romano Germânico, e a Luís XII de França, e cronista-mor do reino, e de sua segunda esposa, Catarina de Menezes e Vasconcelos.

O tronco desta família na ilha Terceira é Pedro Anes do Canto, que nasceu em Guimarães, no século XV, irmão de Francisco do Canto, falecido em Roma, e de António do Canto, que foi clérigo e arcipreste de Nossa Senhora da Oliveira, da dita cidade, que então possuía apenas os foros de vila. Eram filhos de João Anes do Canto, também natural de Guimarães, e de sua mulher D. Francisca da Silva.
Do primeiro matrimónio teve o filho único, António Pires do Canto, que casou com D. Catarina de Castro. Do segundo matrimónio teve também um filho único, João da Silva do Canto, casado com Isabel Correia. Fora dos referidos matrimónios teve:
1. Francisco da Silva do Canto, casado com Francisca Soares, segundo alguns historiadores, Luísa de Vasconcelos da Câmara, segundo outros.
2. Pedro do Canto.
3. Manuel do Canto, faleceu na Índia, não se conhece o nome da esposa, mas teve pelo menos um filho de nome: Francisco do Canto.